# Vakuf
 Ovo je glavno značenje pojma Vakuf. Za druga značenja pogledajte Vakuf (razdvojba).
Vakuf (arapski: وقف, awqāf, turski: vakıf) je institut islamskog prava, koji se razvijao od XI. do XIX. st., po mnogo čemu odgovara institutu zaklade u europskom pravu.
Vakuf dakle po islamskom pravu označava neko dobro koje neka osoba (vakif) svojevoljno izdvoji iz svoje imovine, predajući je Allahu, dok prihodi ili svrha vakufa služe ljudima. Vakuf nije propisan niti naređen Kur'anom, njega potiče sam poslanik Muhammed u njegovim hadisima. Dokument kojim se opisuje vakuf se zove vakufnama, na kraju svake vakufname stoji "Proklet bio onaj tko na bilo koji način oskvrne ovo moje dobro djelo!"
Vakuf je sredstvo za napredak u ekonomskom, kulturnom, društvenom i civilizacijskom pogledu nekog društva. Vakufi su u islamskim zemljama odigrali važnu ulogu u razvoju društva i naselja, jer je pomoću tog instituta podignut najveći broj javnih objekata u tim zemljama.
Prvim vakufom se smatra vakuf Omera koji je uvakufio bašču s palmama koju je nazvao "Semg". Prema hadisu, Omer je prije uvakufljenja Poslaniku rekao "O Allahov Poslaniče, imam jednu bašču, koju puno volim i želim je dati kao trajno dobro!" Poslanik je odgovorio: "Uvakufi stvar tako da se ona ne može ni prodati, niti darovati, niti naslijediti, a njeni prihodi da se upotrebljavaju, kao opće dobro!"

## Vakufi u Bosni i Hercegovini
Prve orijentalno-islamske gradske objekte na bosanskom području podigao je Isa-beg Isaković kao svoj vakuf, o čemu nam govori najstariji osmanlijski dokument u Bosni, vakufnama Isa-bega Isakovića datirana između 1. veljače i 3. ožujka 1462. godine.

## Poveznice
- Vakufnama
- Vakif
- Mukata vakuf